# Frédéric Sauvignier
Frédéric Alexandre Sauvignier, né le 24 juin 1873 à Hautvillers (Marne), et mort en septembre 1949 à Reims (Marne), est un peintre et illustrateur français.

## Biographie
Fils d'un commissionnaire en vins à Hautvillers, Frédéric Sauvignier est l’élève d'Armand Guéry, le paysagiste du ciel champenois et peintre des paysages alpestres, de Jules Lefebvre et Tony Robert-Fleury à l'École nationale supérieure des beaux-arts de Paris, médaillé au concours de perspective en 1899.
« Fritz », comme l'appelait familièrement Guéry, venait régulièrement à l'atelier parisien de son maître, au no 135 bis rue de Rome, faire des copies de paysages et des natures mortes. Pendant les mois d'été, ils allaient peindre sur le motif. De 1891 à 1894, les conseils donnés et la vue des œuvres dans l'atelier se traduisaient, dans les peintures de l'élève, par une atmosphère proche de celle du maître. 
Il expose, dès 1892, au Salon des artistes français, et participe aux Salon de l'école française, de la Société lyonnaise des beaux-arts, de Chambéry, de Reims, etc.
Soldat au 108e régiment d'infanterie territoriale pendant la Première Guerre mondiale, il illustre le journal de tranchées Le Poilu.
Il est nommé professeur de dessin au lycée de Chambéry, et est membre de l'Union artistique de Savoie et du club alpin français.
Il  décède en septembre 1949 à Reims et est inhumé dans le canton 19 du cimetière du Nord de Reims.

## Œuvres référencées
- Passavant, village de l'Argonne, 1893[4].
- Vue du lac du Bourget face à la Chambotte, huile sur carton, musée des beaux-arts de Chambéry[5].
- Le Glacier des Grands-Couloirs (Vanoise), Salon de l'école française de 1921.
- Jardinage printanier à Machet (Savoie), Salon de l'école française de 1921.
- La Vesle en aval de Reims, Salon de l'école française de 1921.
- Beau temps à Gourgançon, huile sur toile, Salon de l'école française.
- Les diseuses de prières au Couvent de la Lavra, (Laure des Grottes), à Kiew, Salon de l'école française de 1921.
- Le Coq gaulois terrasse l’aigle prussien devant la cathédrale embrasée, dessin d’illustration pour le no 1 du journal de tranchées Le Poilu.
- Poilu Savoyard en Champagne, à la recherche du vin pour les camarades aux Tranchées, dessin d’illustration pour le no 6 du Poilu.